# Matt Graham
Matt Graham (ur. 23 października 1994 w Gosford) – australijski narciarz dowolny, wicemistrz olimpijski. 
Specjalizuje się w jeździe po muldach. W 2014 roku wystartował na igrzyskach olimpijskich w Soczi, zajmując 7. miejsce. Na rozgrywanych cztery lata później igrzyskach w Pjongczangu wywalczył srebrny medal, rozdzielając na podium Kanadyjczyka Mikaëla Kingsbury’ego i Daichiego Harę z Japonii. Był też między innymi czwarty w swej koronnej konkurencji podczas mistrzostw świata w Voss w 2013 roku. W zawodach Pucharu Świata zadebiutował 14 stycznia 2010 roku w Deer Valley, zajmując 41. miejsce w jeździe po muldach. Dwa dni później w tej samej miejscowości zdobył swoje pierwsze pucharowe punkty, zajmując 27. miejsce w tej samej konkurencji. Na podium zawodów tego cyklu po raz pierwszy stanął 9 stycznia 2015 roku w Deer Valley, kończąc jazdę po muldach na drugiej pozycji. W zawodach tych rozdzielił Mikaëla Kingsbury’ego i Patricka Deneena z USA. W sezonie 2015/2016 zajął dziewiąte miejsce w klasyfikacji generalnej, a w klasyfikacji jazdy po muldach był drugi. Kolejny sezon zakończył na siódmej pozycji w klasyfikacji generalnej i drugiej w klasyfikacji jazdy po muldach.
W 2019 roku, na mistrzostwach świata w Deer Valley wywalczył srebrny medal w jeździe po muldach, gdzie lepszy okazał się jedynie Kanadyjczyk Mikaël Kingsbury. Dwa lata później podczas mistrzostw świata w Ałmaty zdobył srebrny medal w muldach podwójnych, ponownie uznając wyższość Kingsbury’ego. W sezonie 2020/2021 zdobył Kryształową Kulę za zwycięstwo w klasyfikacji jazdy po muldach.

## Osiągnięcia

### Igrzyska olimpijskie
| Miejsce | Dzień     | Rok  | Miejscowość | Konkurencja      | Zwycięzca          |
| ------- | --------- | ---- | ----------- | ---------------- | ------------------ |
| 7.      | 10 lutego | 2014 | Soczi       | Jazda po muldach | Alexandre Bilodeau |
| 2.      | 12 lutego | 2018 | Pjongczang  | Jazda po muldach | Mikaël Kingsbury   |

### Mistrzostwa świata
| Miejsce | Dzień       | Rok  | Miejscowość   | Konkurencja      | Zwycięzca          |
| ------- | ----------- | ---- | ------------- | ---------------- | ------------------ |
| 4.      | 6 marca     | 2013 | Voss          | Jazda po muldach | Mikaël Kingsbury   |
| 38.     | 8 marca     | 2013 | Voss          | Muldy podwójne   | Alexandre Bilodeau |
| 16.     | 18 stycznia | 2015 | Kreischberg   | Jazda po muldach | Anthony Benna      |
| 10.     | 19 stycznia | 2015 | Kreischberg   | Muldy podwójne   | Mikaël Kingsbury   |
| 14.     | 8 marca     | 2017 | Sierra Nevada | Muldy            | Ikuma Horishima    |
| 10.     | 9 marca     | 2017 | Sierra Nevada | Muldy podwójne   | Ikuma Horishima    |
| 2.      | 8 lutego    | 2019 | Deer Valley   | Jazda po muldach | Mikaël Kingsbury   |
| 9.      | 9 lutego    | 2019 | Deer Valley   | Muldy podwójne   | Mikaël Kingsbury   |
| 20.     | 8 marca     | 2021 | Ałmaty        | Jazda po muldach | Mikaël Kingsbury   |
| 2.      | 9 marca     | 2021 | Ałmaty        | Muldy podwójne   | Mikaël Kingsbury   |
| 2.      | 25 lutego   | 2023 | Bakuriani     | Jazda po muldach | Mikaël Kingsbury   |
| 3.      | 26 lutego   | 2023 | Bakuriani     | Muldy podwójne   | Mikaël Kingsbury   |
| 5.      | 19 marca    | 2025 | Engadyna      | Jazda po muldach | Ikuma Horishima    |
| 3.      | 21 marca    | 2025 | Engadyna      | Muldy podwójne   | Mikaël Kingsbury   |

### Puchar Świata

#### Miejsca w klasyfikacji generalnej
- sezon 2009/2010: 167.
- sezon 2010/2011: –
- sezon 2011/2012: 154.
- sezon 2012/2013: 133.
- sezon 2013/2014: 108.
- sezon 2014/2015: 13.
- sezon 2015/2016: 9.
- sezon 2016/2017: 7.
- sezon 2017/2018: 24.
- sezon 2018/2019: 19.
- sezon 2019/2020: 27.

Od sezonu 2020/2021 klasyfikacja jazdy po muldach jest jednocześnie klasyfikacją generalną.
- sezon 2020/2021: 1.
- sezon 2021/2022: 36.
- sezon 2022/2023: 4.
- sezon 2023/2024: 17.
- sezon 2024/2025: 4.

#### Miejsca na podium w zawodach
1. Deer Valley – 9 stycznia 2015 (jazda po muldach) – 2. miejsce
2. Saint-Côme – 7 lutego 2015 (jazda po muldach) – 2. miejsce
3. Tazawako – 1 marca 2015 (muldy podwójne) – 3. miejsce
4. Saint-Côme – 23 stycznia 2016 (jazda po muldach) – 2. miejsce
5. Deer Valley – 4 lutego 2016 (jazda po muldach) – 1. miejsce
6. Tazawako – 27 lutego 2016 (jazda po muldach) – 3. miejsce
7. Ruka – 10 grudnia 2016 (jazda po muldach) – 2. miejsce
8. Calgary – 28 stycznia 2017 (jazda po muldach) – 1. miejsce
9. Tazawako – 19 lutego 2017 (muldy podwójne) – 3. miejsce
10. Thaiwoo – 25 lutego 2017 (jazda po muldach) – 3. miejsce
11. Thaiwoo – 21 grudnia 2017 (jazda po muldach) – 2. miejsce
12. Thaiwoo – 22 grudnia 2017 (jazda po muldach) – 3. miejsce
13. Calgary – 6 stycznia 2018 (jazda po muldach) – 3. miejsce
14. Deer Valley – 11 stycznia 2018 (jazda po muldach) – 3. miejsce
15. Lake Placid – 18 stycznia 2019 (jazda po muldach) – 3. miejsce
16. Idre Fjäll – 13 grudnia 2020 (muldy podwójne) – 1. miejsce
17. Deer Valley – 4 lutego 2021 (jazda po muldach) – 3. miejsce
18. Deer Valley – 5 lutego 2021 (muldy podwójne) – 2. miejsce
19. Ruka – 3 grudnia 2022 (jazda po muldach) – 3. miejsce
20. Deer Valley – 2 lutego 2023 (jazda po muldach) – 1. miejsce
21. Deer Valley – 4 lutego 2023 (muldy podwójne) – 2. miejsce
22. Ałmaty – 17 marca 2023 (jazda po muldach) – 3. miejsce
23. Ałmaty – 18 marca 2023 (muldy podwójne) – 3. miejsce
24. Saint-Côme – 20 stycznia 2024 (muldy podwójne) – 3. miejsce
25. Ałmaty – 8 marca 2024 (jazda po muldach) – 2. miejsce
26. Waterville Valley – 25 stycznia 2025 (muldy podwójne) – 2. miejsce
27. Ałmaty – 1 marca 2025 (muldy podwójne) – 3. miejsce